# Jesse Dabson
Jesse Dabson (Pecatonica (Illinois), 16 november 1961) is een Amerikaans acteur.

## Biografie
Dabson heeft gestudeerd aan de Knox College in Galesburg (Illinois) en heeft daar zijn diploma gehaald in theater.
Dabson begon in 1987 met acteren in de film The Hanoi Hilton. Hierna heeft hij nog meerdere rollen gespeeld in films en televisieseries zoals Elvis (1990), The Golden Girls (1991), Blossom (1991) en Beverly Hills, 90210 (1998).

## Filmografie

### Films
Uitgezonderd korte films.
- 2016 Rock and a Hard Place - als Jesse
- 2016 Jessica - als Ken
- 2012 At Any Price - als pastoor
- 2008 Witless Protection – als TSA expert
- 2001 Carman: The Champion – als politieagent
- 1998 Gunshy – als Bernard
- 1998 Zero Stress – als luitenant
- 1995 The Women of Spring Break – als ??
- 1994 Blind Justice – als soldaat Wilcox
- 1992 One False Move – als Beaver
- 1991 Marilyn and Me – als Robert Slatzer
- 1990 Alienator – als Benny
- 1988 Platoon Leader – als Joshua Parker
- 1988 Deep Space – als Jason
- 1987 Death Wish 4: The Crackdown –als Rasmussen

### Televisieseries
Uitgezonderd eenmalige gastrollen.
- 2012-2013 Underemployed - als Roger Swanson - 2 afl.
- 2012 Sex House - als Frank - 2 afl.
- 1990 Elvis – als Scotty Moore – 13 afl.